# Alchemilla crinita
Alchemilla crinita é uma espécie de rosácea do gênero Alchemilla, pertencente à família Rosaceae.